# Hermes Grillo
Hermes Grillo, né en 1923 à Boston et mort en 2006 dans un accident de voiture en Italie, est un chirurgien thoracique américain considéré, avec F. Griffith Pearson, comme le père de la chirurgie moderne de la trachée. Son livre de 2004, Surgery of the Trachea and Bronchi, est considéré comme l'ouvrage de référence le plus complet sur le sujet. Il enseignait à la Harvard Medical School.